# Volmsjön (Fredrika socken, Lappland, 712709-161111)
Volmsjön är en sjö i Åsele kommun i Lappland och ingår i Gideälvens huvudavrinningsområde.